# 中野四郎
中野 四郎（なかの しろう、1907年（明治40年）1月25日 - 1985年（昭和60年）10月21日）は、日本の政治家。位階は正三位勲一等、勲章は旭日大綬章。衆議院議員（通算13期）、国土庁長官、碧南市長などを歴任した。

## 来歴
愛知県碧海郡新川町（現・碧南市）に中野久吉、さだ夫妻の四男として生まれる。生家はどじょう屋。小学校卒業後農機具店に奉公に出るが、13歳の時単身上京し、新聞配達などをしながら私立豊山中学校（現・日本大学豊山中学校・高等学校）で学ぶ。1923年9月に同校を中退。
愛知県出身のジャーナリストで衆議院議員でもあった鈴木正吾の紹介で、大正デモクラシー期を代表する論客の一人であった茅原華山の門下生となる。牛込区矢来町（現・新宿区矢来町）に移り住み、1938年3月に東京市牛込区会議員選挙に立候補、当時、同区には三木武吉がおり、隣の小石川区には鳩山一郎がいたため、両者の系列から外れた区議、市議は皆無だったが、中野はどちらの派にも与せず初当選を果たした。
区議2期目途中の1942年6月、東京市会議員に初当選。
戦争が長引くにつれ、警視庁は朝鮮系の人々への弾圧を強め、また屑鉄商や古物営業の条件を厳しくしていった。中野の支援者の多くは選挙権を有していた在日朝鮮人であったため、中野は浅沼稲次郎、本所区会議員の森兼道らと「大東京古物仕切商組合」を結成した。同組合には朝鮮系を中心として1万8千人が参加した。1942年秋、日比谷公園でむしろ旗の集会を開いたところ、中野は浅沼、森とともに逮捕される。

### 戦後

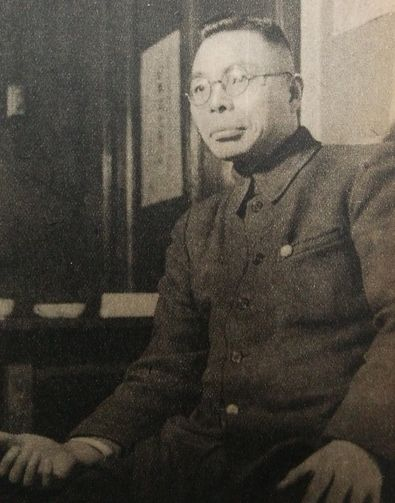
『アサヒグラフ』1948年2月25日号

東京は1945年3月の大空襲で焼け野原となり、中野が苦闘して築き上げた牛込の地盤も雲散霧消した。国政に打って出ることを決心した中野は1946年1月5日、鈴木正吾とともに熱海に住む尾崎行雄を訪ねる。尾崎は「鈴木さんは代議士として戦争予算に賛成した以上、選挙に出てはいけない。僕も同じ責任で出馬しない。中野君は出てもよろしい」と即座に答えた。
同年4月10日に行われた第22回衆議院議員総選挙に大選挙区制の旧愛知2区から「三州農民党」公認で立候補。天皇制論議で揺れ動いた同選挙で、中野は「われ、天皇制護持の尖兵たらむ」のスローガンを打ち出し、日の丸を描いた仙花紙のビラをばらまいた。GHQは当時日の丸の使用を禁止していたことから、中野の「反骨」が農民の支持を集め、定数7に対し順位7位で初当選した。なお尾崎は周囲の強硬なすすめによりしぶしぶながら立候補し当選している。鈴木は1952年の総選挙まで不出馬、中野を陰で支えた。
1947年2月25日、日本農民党の結成に参加し、委員長に就任。同年4月25日の第23回衆議院議員総選挙では、中選挙区制となった旧愛知4区に同党から立候補し当選。
農民協同党を経て、1952年に改進党中央常任委員となる。1955年2月27日の総選挙ではあえなく落選。
これより前、碧南市長の中村庄太郎が1953年8月に市議会議長の奥谷市郎を詐欺横領容疑で名古屋地検に告訴した。ところが1956年2月17日、名古屋地裁は証拠不十分により、奥谷に無罪の判決を言い渡す。同年2月20日、中村は政治的責任を理由に辞職。中野は4月5日に行われた市長選に無所属で立候補し、自民党の公認を得た元大浜町長の鈴木善吉を破り当選した。
1958年4月25日に衆議院が解散すると、3日後の4月28日に市長を辞職。5月22日に行われた第28回衆議院議員総選挙に無所属で立候補するが再び落選。
1960年11月の第29回衆議院議員総選挙において、保利茂の労により自由民主党の公認を初めて受け、得票数順位3位で当選し中央政界に復帰を果たした。自民党では佐藤派 - 福田派に所属。自民党代議士会長、国会対策委員長、衆院予算委員長などを歴任した。
1978年、第1次大平内閣において国土庁長官として入閣。
1979年10月7日に行われた第35回衆議院議員総選挙で11回目の当選を果たすが、現職と前職の西尾市議会議員2人が選挙違反で逮捕された。1982年に勲一等旭日大綬章受章。
1985年7月10日、渋谷区神宮前の自宅で階段を踏みはずして東京女子医科大学病院に入院。7月16日朝、「足慣らしをする」と言って杖をついて病院を抜け出し、やがて車で議員会館へ向かった。翌17日は議員定数是正訴訟の最高裁判決が下る日にあたり、公職選挙法改正に関する調査特別委員会の委員長であった中野は事務所に陣取ると、議員や衆院事務局職員、自治省選挙部長らを次々と招き、新聞記者の取材に応じた。だがこれが命取りとなる。打ち合わせ中にソファに倒れ込んだ中野は再び病院へ。翌7月17日、酸素吸入器と人工蘇生器がつけられる。箝口令が後援会幹部にしかれ、地元や政界関係者には「交通事故によるむち打ち症で静養中」という説明がなされるが、7月29日に行われた東海道新幹線の三河安城駅の起工式に姿を見せなかったことから重体のうわさは広まっていった。再入院以来ひとことも口がきけないまま、10月21日、急性心不全のため死去した。78歳没。同月25日、特旨を以て位記を追賜され、死没日付をもって正三位に叙された。追悼演説は同年11月26日、衆議院本会議で春日一幸により行われた。
中野は雑誌記者であった一人息子を1981年に病気で亡くしており、このため熾烈な後継争いが起こる。1986年3月19日に岡崎市出身の杉浦正健がようやく後継者に決まり、6月2日に衆議院が解散。同年7月の第38回衆議院議員総選挙で杉浦は初当選を果たした。

## 人物
- 日本農民党の議員活動では隠退蔵物資等特別委員会のメンバーとして、厳しく不正を追及し名を馳せた。その姿はニュース映画「日本ニュース」にも収録されている[20]。
- 理髪店、美容院、喫茶店などから成る業界団体「全国環衛組合連合会中央会」の会長を務めた[21]。また、理髪店・美容院などの利益を擁護する「環境衛生議員連盟」の会長も長く務めた。1967年の環境衛生金融公庫（現・株式会社日本政策金融公庫）設立に尽力した。
- 引揚者団体全国連合会の会長[22]、日本食糧協会理事、共進海運社長なども務めた[23]。

## 衆議院議員総選挙の結果
| 執行日         | 選挙   | 所属党派   | 当落 |
| -------------- | ------ | ---------- | ---- |
| 1946年4月10日  | 第22回 | 三州農民党 | 当   |
| 1947年4月25日  | 第23回 | 日本農民党 | 当   |
| 1949年1月23日  | 第24回 | 日本農民党 | 当   |
| 1952年10月1日  | 第25回 | 改進党     | 当   |
| 1953年4月19日  | 第26回 | 改進党     | 当   |
| 1955年2月27日  | 第27回 | 新党同志会 | 落   |
| 1958年5月22日  | 第28回 | 無所属     | 落   |
| 1960年11月20日 | 第29回 | 自由民主党 | 当   |
| 1963年11月21日 | 第30回 | 自由民主党 | 当   |
| 1967年1月29日  | 第31回 | 自由民主党 | 当   |
| 1969年12月27日 | 第32回 | 自由民主党 | 当   |
| 1972年12月10日 | 第33回 | 自由民主党 | 落   |
| 1976年12月5日  | 第34回 | 自由民主党 | 当   |
| 1979年10月7日  | 第35回 | 自由民主党 | 当   |
| 1980年6月22日  | 第36回 | 自由民主党 | 当   |
| 1983年12月18日 | 第37回 | 自由民主党 | 当   |